# Тампере
Та́мпере (фін. Tampere, швед. Tammerfors) — місто на півдні Фінляндії, друге за промисловим значенням і третє за кількістю населення (після Гельсінкі та Еспоо) у країні. Центр провінції Пірканмаа.

## Географічне розташування і населення

### Клімат
| Клімат Аеропорт Тампере | Клімат Аеропорт Тампере | Клімат Аеропорт Тампере | Клімат Аеропорт Тампере | Клімат Аеропорт Тампере | Клімат Аеропорт Тампере | Клімат Аеропорт Тампере | Клімат Аеропорт Тампере | Клімат Аеропорт Тампере | Клімат Аеропорт Тампере | Клімат Аеропорт Тампере | Клімат Аеропорт Тампере | Клімат Аеропорт Тампере | Клімат Аеропорт Тампере |
| Показник                | Січ.                    | Лют.                    | Бер.                    | Квіт.                   | Трав.                   | Черв.                   | Лип.                    | Серп.                   | Вер.                    | Жовт.                   | Лист.                   | Груд.                   | Рік                     |
| Абсолютний максимум, °C | 8,0                     | 9,4                     | 14,9                    | 24,2                    | 28,4                    | 31,7                    | 33,1                    | 32,1                    | 24,8                    | 18,4                    | 11,1                    | 9,6                     | 33,1                    |
| Середній максимум, °C   | −3,6                    | −3,2                    | 1,5                     | 8,3                     | 15,2                    | 19,0                    | 22,0                    | 20,0                    | 14,5                    | 7,3                     | 2,0                     | −1,2                    | 8,5                     |
| Середня температура, °C | −5,1                    | −6,4                    | −2,8                    | 4,0                     | 9,4                     | 13,5                    | 17,4                    | 15,7                    | 10,5                    | 4,7                     | 0,3                     | −2,9                    | 4,9                     |
| Середній мінімум, °C    | −7,8                    | −8,7                    | −5,9                    | −0,9                    | 4,3                     | 8,9                     | 12,2                    | 10,7                    | 6,5                     | 2,1                     | −1,3                    | −4,7                    | 0,3                     |
| Абсолютний мінімум, °C  | −37                     | −36,8                   | −29,6                   | −19,6                   | −7,3                    | −2,8                    | 1,8                     | −0,4                    | −6,7                    | −14,8                   | −22,5                   | −34,2                   | −37                     |
| Норма опадів, мм        | 41                      | 29                      | 31                      | 32                      | 41                      | 66                      | 75                      | 72                      | 58                      | 60                      | 51                      | 42                      | 598                     |
| Днів з опадами          | 22                      | 18                      | 16                      | 12                      | 12                      | 13                      | 15                      | 15                      | 14                      | 17                      | 21                      | 22                      | 197                     |
| Вологість повітря, %    | 90                      | 87                      | 82                      | 70                      | 63                      | 66                      | 69                      | 76                      | 82                      | 87                      | 91                      | 92                      | 80                      |
| ----------------------- | ----------------------- | ----------------------- | ----------------------- | ----------------------- | ----------------------- | ----------------------- | ----------------------- | ----------------------- | ----------------------- | ----------------------- | ----------------------- | ----------------------- | ----------------------- |

### Опис
Тампере розташоване між двома озерами: Нясіярві (Näsijärvi) на півночі та Пюгяярві (Pyhäjärvi) на півдні. Оскільки рівні поверхні цих озер різняться на 18 метрів, між ними протікає річка Таммеркоскі завдовжки 945 метрів, яка поділяє історичну частину міста на дві частини. Стрімкі води річки навіть використовуються для отримання електричної енергії.
Тампере, в якому проживають 255 000 мешканців і понад 417 000 включаючи сусідні муніципалітети, є другим за значущістю міським осередком Фінляндії після Гельсінкі. Найближчі навколишні міста — Нокіа, Пірккала, Кангасала, Юлеярві, Орівесі, Куру, Руовесі і Лемпяля.

## Історія

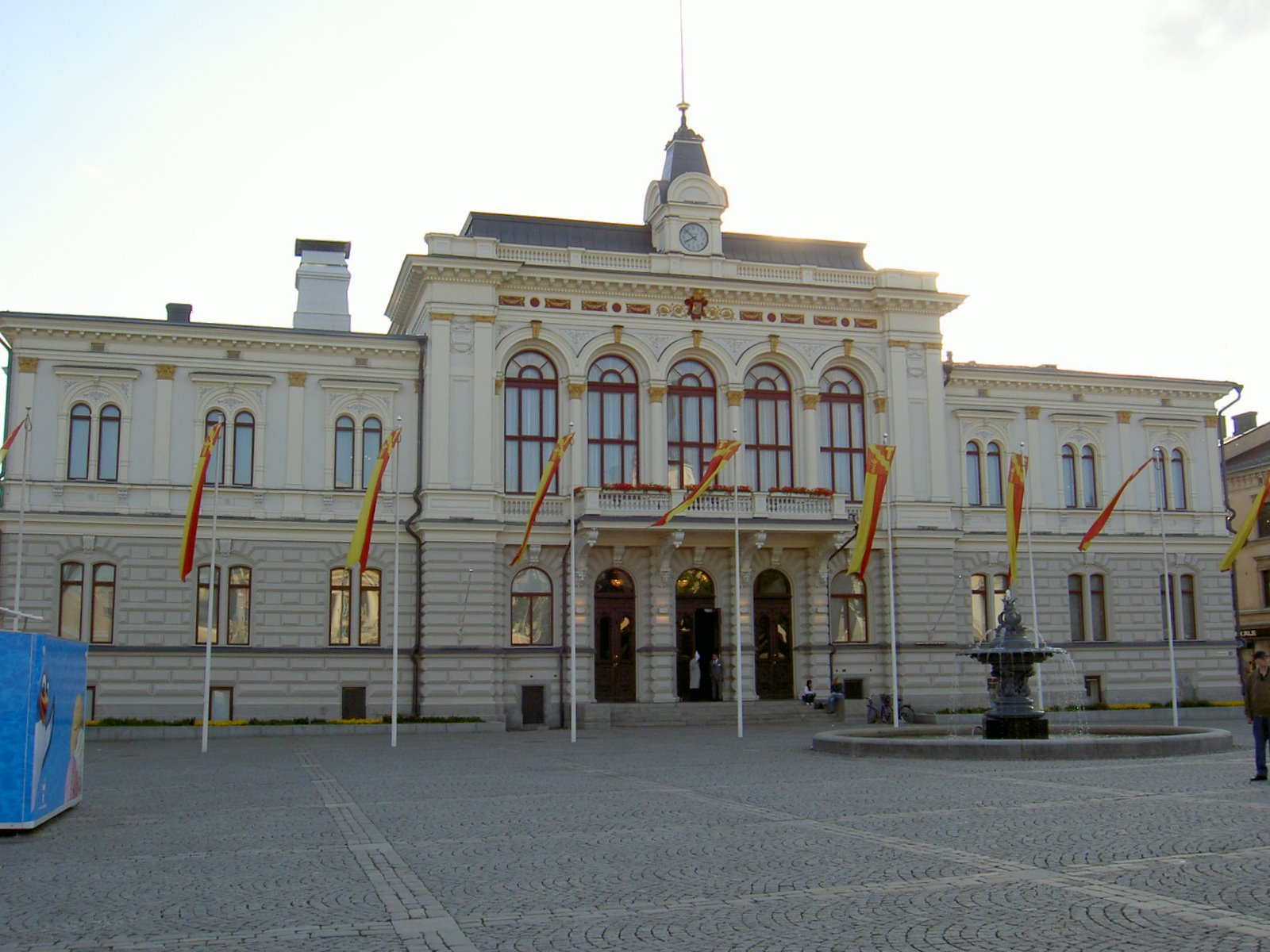
Міська ратуша

В 1775 році в районі річки Таммеркоскі шведським королем Густавом III було засновано торгове поселення. 1779 року воно отримало статус міста. На той час Тампере являло собою невелике містечко, розташоване на площі в декілька кілометрів біля річки Таммеркоскі.
В XIX ст. Тампере — вже значний торговельний та індустріальний осередок, в якому вироблялась чи не половина усієї маси промислових продуктів країни, за що місто навіть дістало неофіційну назву «Північного Манчестера».
Як міське поселення Тампере постійно збільшувало свою територію шляхом приєднання сусідніх сільських поселень.
Тампере став ареною однієї зі стратегічно важливих подій під час Громадянської війни у Фінляндії (28 січня — 15 травня 1918 року): 6 квітня «білі» взяли місто і захопили в полон близько 10 тисяч «червоних».

## Транспорт

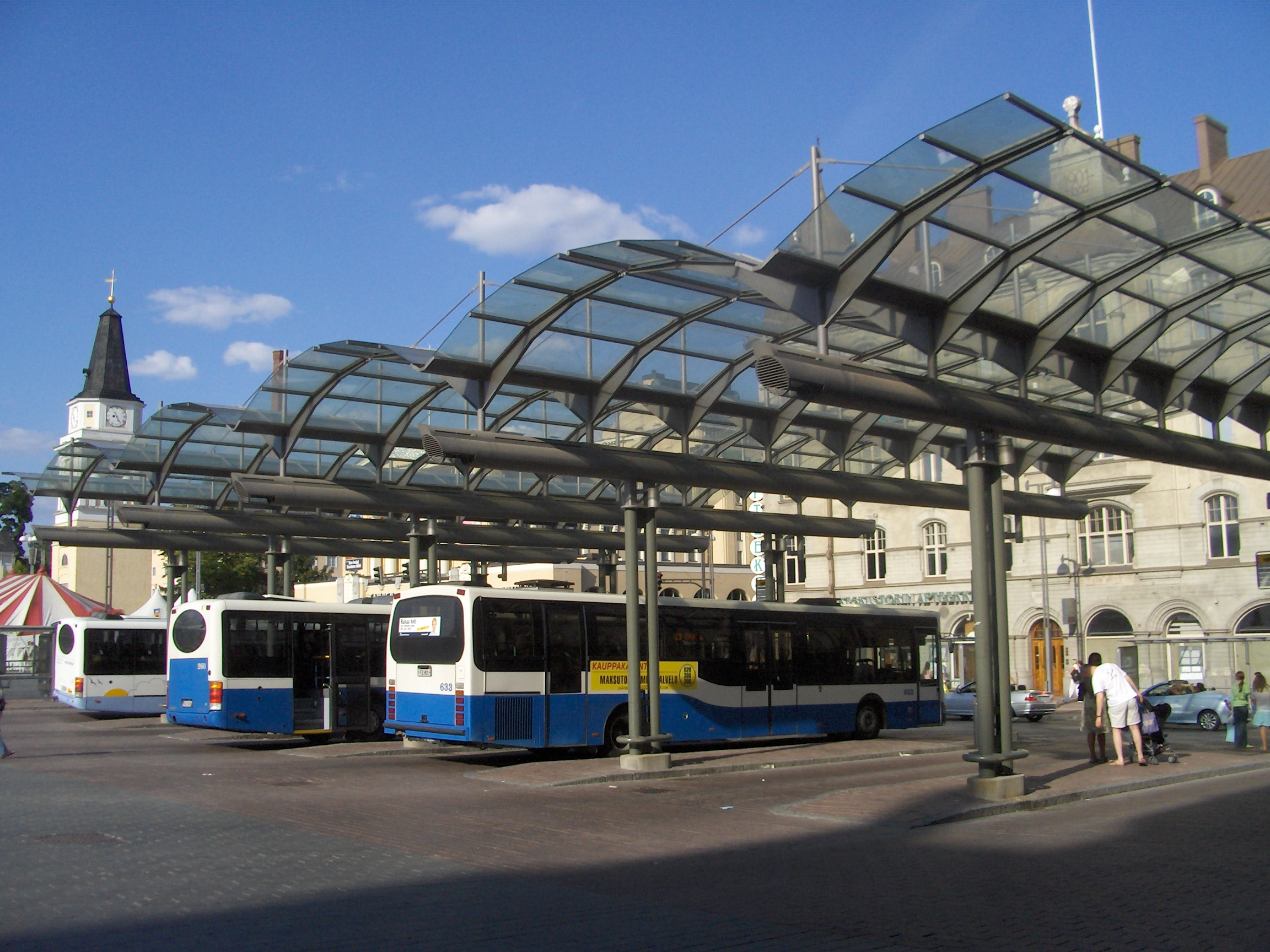
Автовокзал на Центральній площі Тампере (Кескусторі)

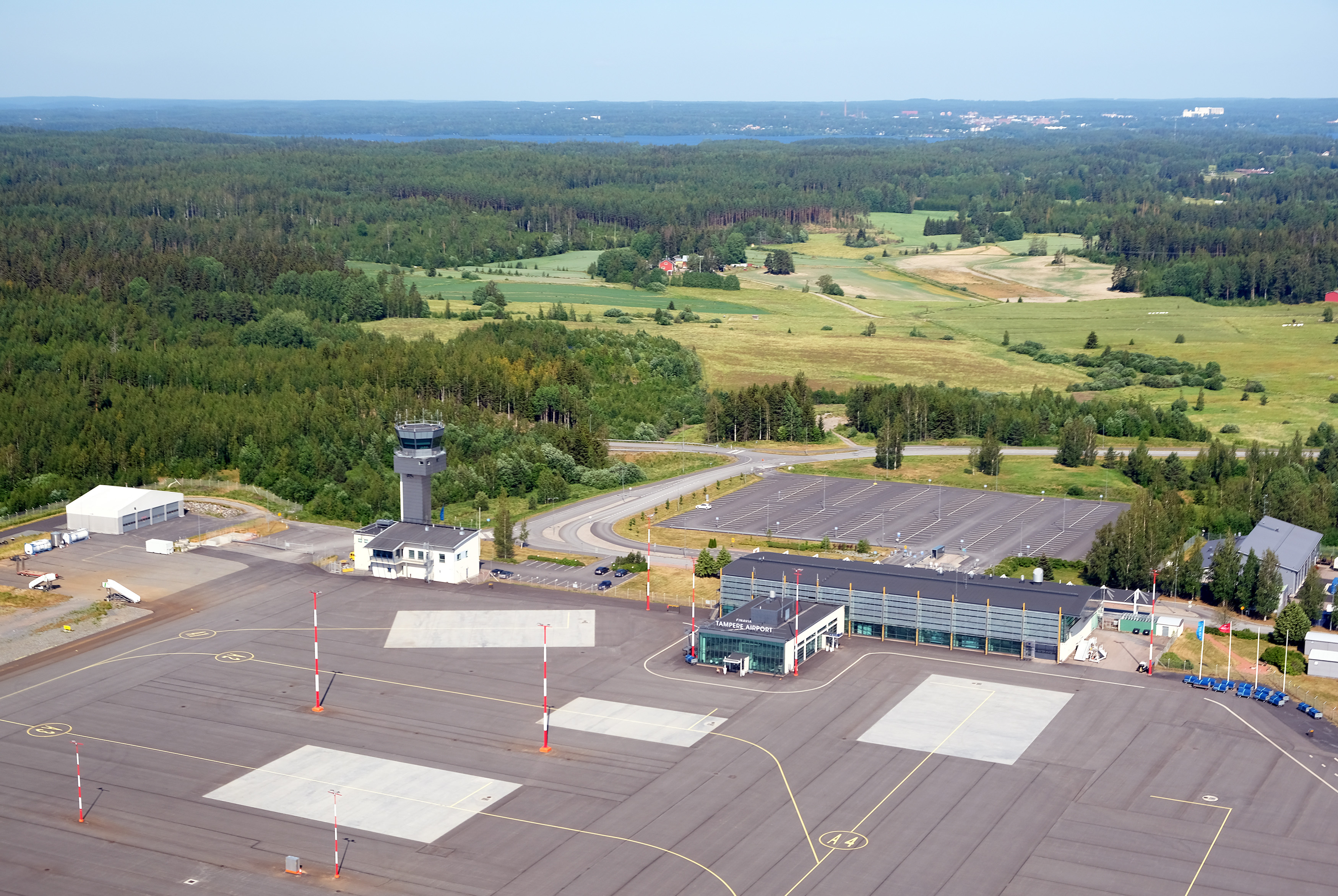
Аеропорт Тампере -Пірккала

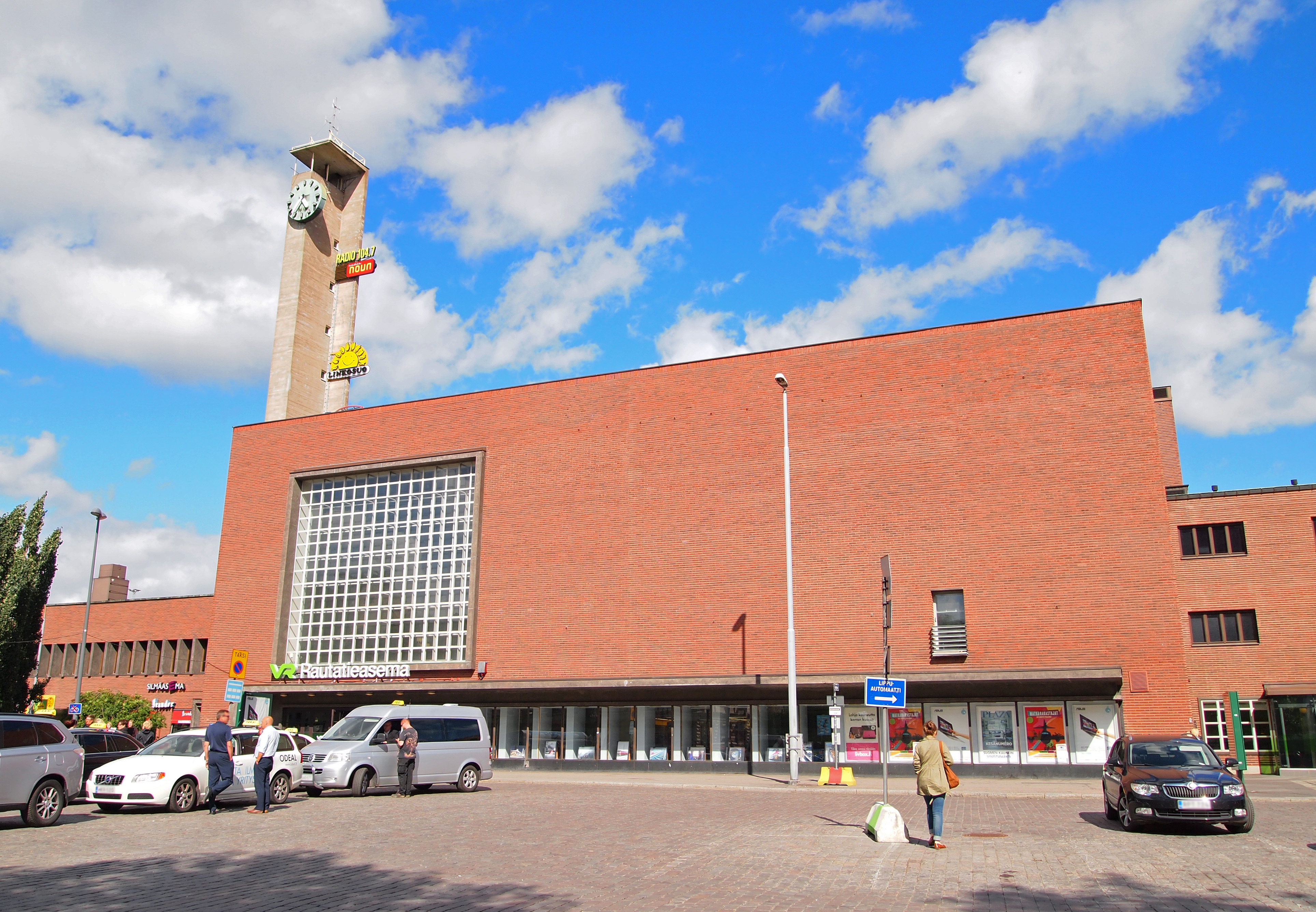
Залізнична станція Тампере-Центральний,

Тампере є важливим залізничним вузлом у Фінляндії, існують прямі залізничні сполучення з
Гельсінкі, Турку та портом Турку, Оулу, Ювяскюля та Порі.
Щодня на станцію Тампере-Центральний, розташовану у центрі міста, прибувають і вирушають близько 150 поїздів із загальним пасажирообігом 8 мільйонів пасажирів на рік. Також існує регулярне автобусне сполучення з пунктами призначення по всій Фінляндії. На південь від Тампере проходить національна траса 3 (на заході) та 9 (на східній стороні).
Тампере обслуговує аеропорт Тампере-Пірккала, розташований у сусідньому муніципалітеті Пірккала приблизно за 13 км на південний захід від міста.
Мережа громадського транспорту в Тампере на 2020 рік складається автобусної та трамвайних мережі. Регулярний трамвайний рух розпочато 9 серпня 2021 року; трамвай замінює два найпопулярніших автобусних маршрути.
В 1948—1976 роках місто також мало розгалужену тролейбусну мережу, це була найбільша тролейбусна система у Фінляндії.

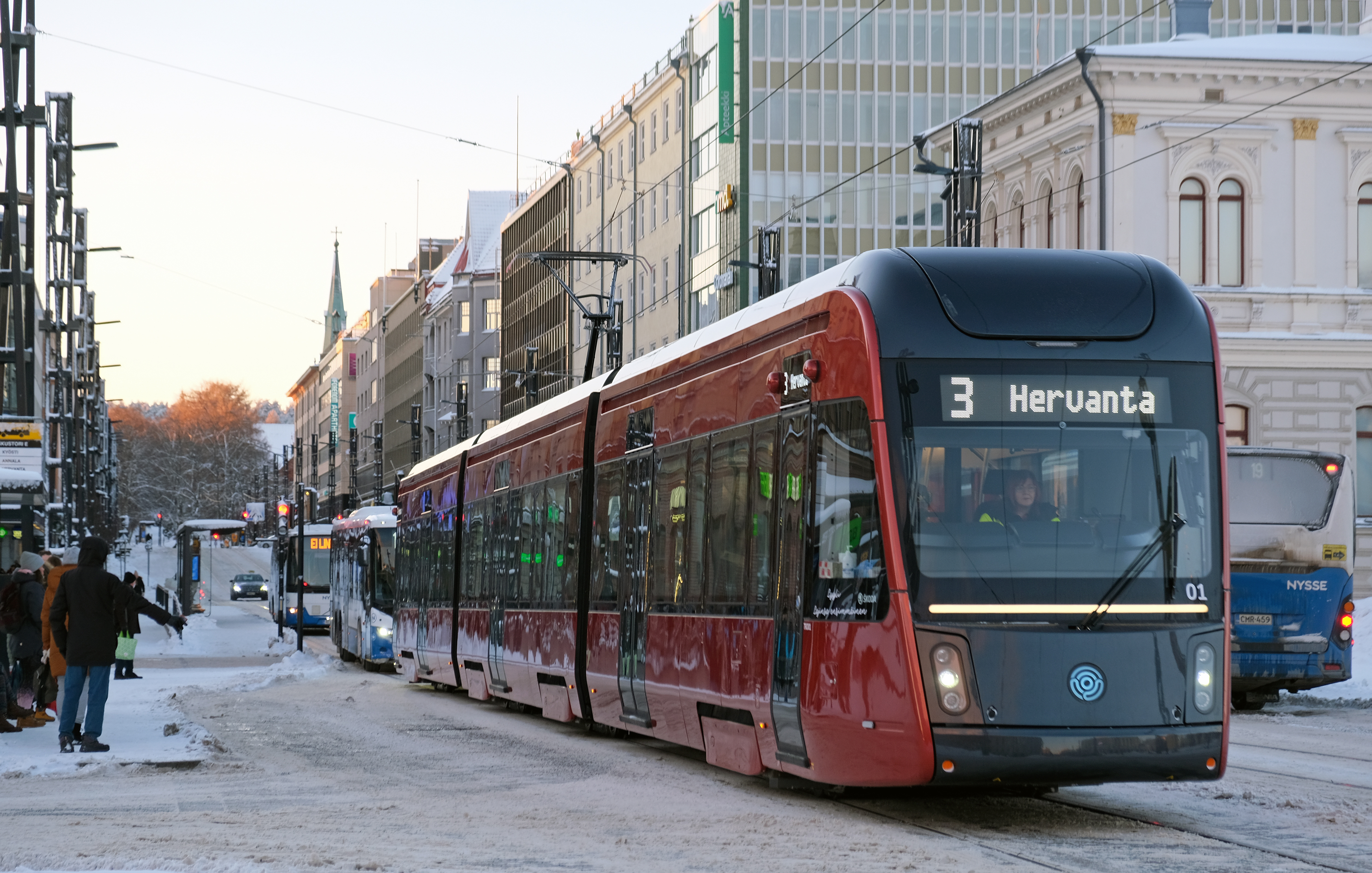
Трамвай на центральній вулиці Тампере (Hämeenkatu)

Планується розпочати приміське залізничне сполучення на залізничних лініях, що сполучають Тампере з сусідніми містами Нокіа та Лемпяяля.

## Економіка
У місті — підприємства машинобудівної, целюлозно-паперової, хімічної, шкіряно-взуттєвої, текстильної, харчової промисловості, ГЕС.
Починаючи з 1990-х років в місті активно розвивається телекомунікаційна індустрія та сфера інформаційних технологій. У 2000-2010-х роках у місті налічувалося близько десяти інженерно-технологічних корпусів компанії Nokia, з них шість знаходилися у міському районі Герванта (фін. Hervanta) (так званий «Центр технологій „Hermia“»). Після ліквідації підрозділу Nokia Mobile Phones у цих корпусах деякий час розміщувалися офіси Microsoft і Accenture. На початку 2020-х років офіси займають менші фірми, такі як Lionbridge і OptoFidelity.

## Освіта і культура

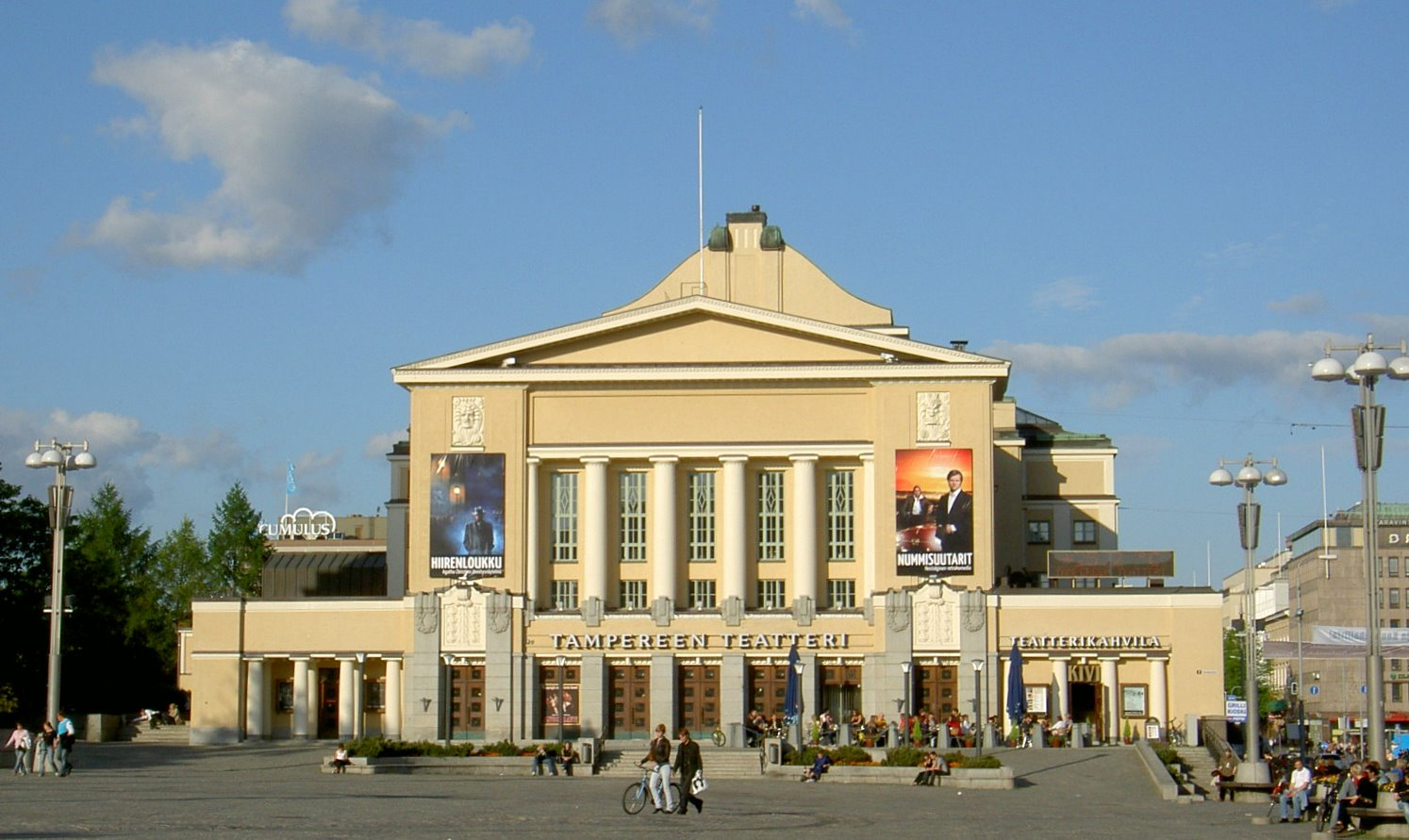
Тамперський театр (Tampereen Teatteri)

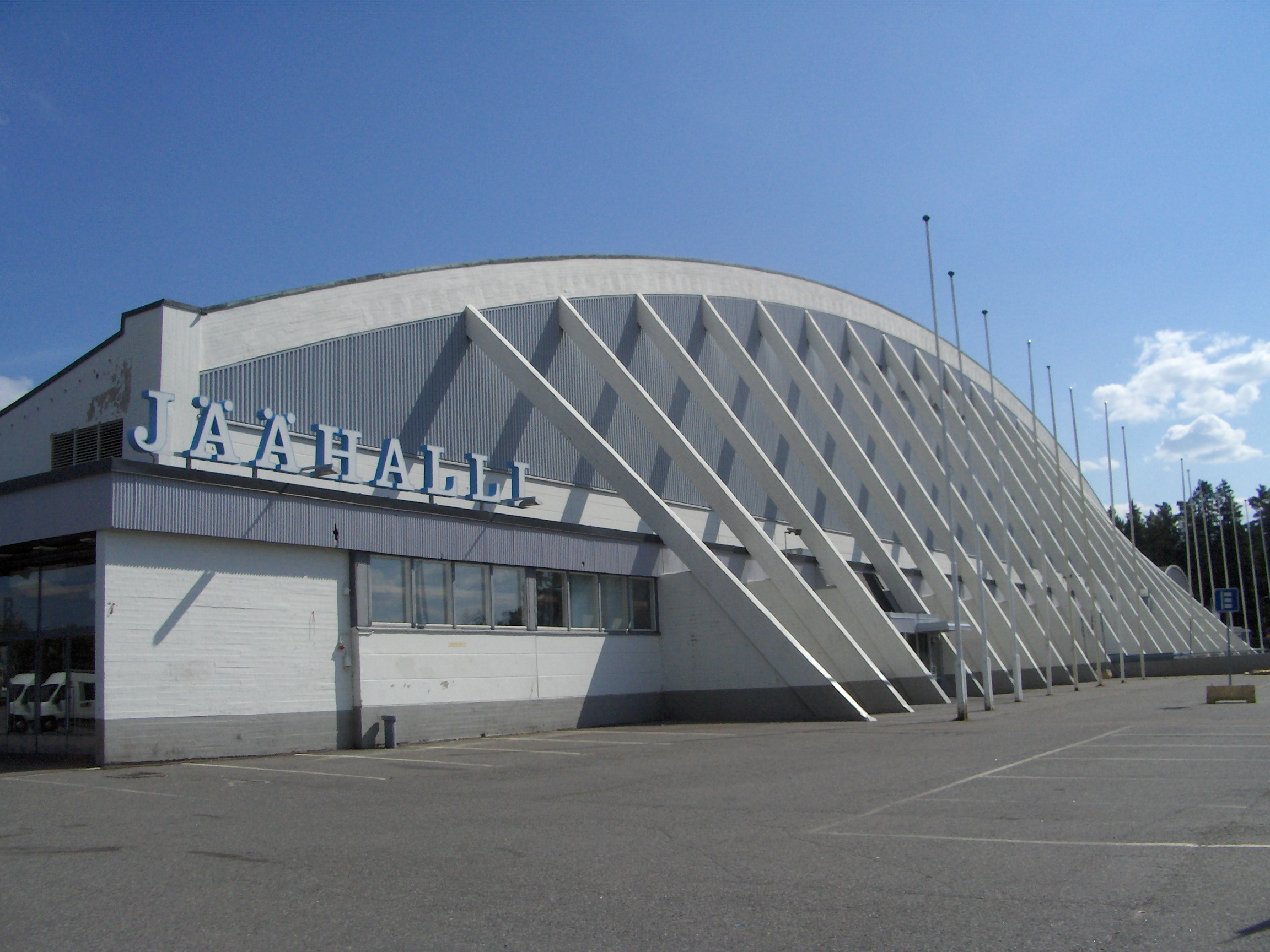
Льодова арена Тампере (Hakametsä)

У окрузі Тампере 4 університети, з-поміж яких найважливішими є Університет Тампере (UTA, засн. 1925, у сер. 2000-х навчалося понад 12 000 студентів) і Тамперський Технологічний університет (TTY, також понад 12 000 студентів), розташований у районі Херванта.
Тампере відомий своїм насиченим культурним життям. У місті проживали й проживають деякі з класиків і відомі письменники фінської літератури. Місто також має давні театральні традиції — у місті діють 3 театри, з яких найвідомішим є Тамперський міський театр (Tampereen Teatteri), щосерпня проводиться театральний фестиваль (Tampereen Teatterikesä).
У Тампере функціонує бл. 10 музеїв, найвідомішими з яких є Художній музей Тампере, Музей фінського сучасного мистецтва (Willa Mac), музей Е.Аалтонена. В місті діє музей В. І. Леніна.
У місті щороку в березні проводиться Міжнародний фестиваль короткометражних фільмів. Tammerfest — фестиваль урбаністичного року триває в місті щолипня, крім того міська мистецька фундація щороку влаштовує в місті ще 3 міжнародних культурних заходи: Tampere Jazz Happening кожного листопада, Tampere Vocal Music Festival і Tampere Biennale у різні роки.
В Тампере розташований головний офіс популярного у всій країні телеканалу YLE TV2.
Місто відоме своїми спортивними досягненнями. Льодова арена Тампере (Hakametsä) є однією з найсучасніших і найкращих у Європі — місцевий спортивний клуб з фігурного катання є базою Національної збірної з цього виду, в місті діє популярна хокейна команда. Двічі, в 1979 і 2001 роках, в околицях Тампере проводився літній Чемпіонат світу зі спортивного орієнтування.
В місті був сформований симфо-готик-метал гурт Katra.

## Пам'ятні місця і туристичні принади

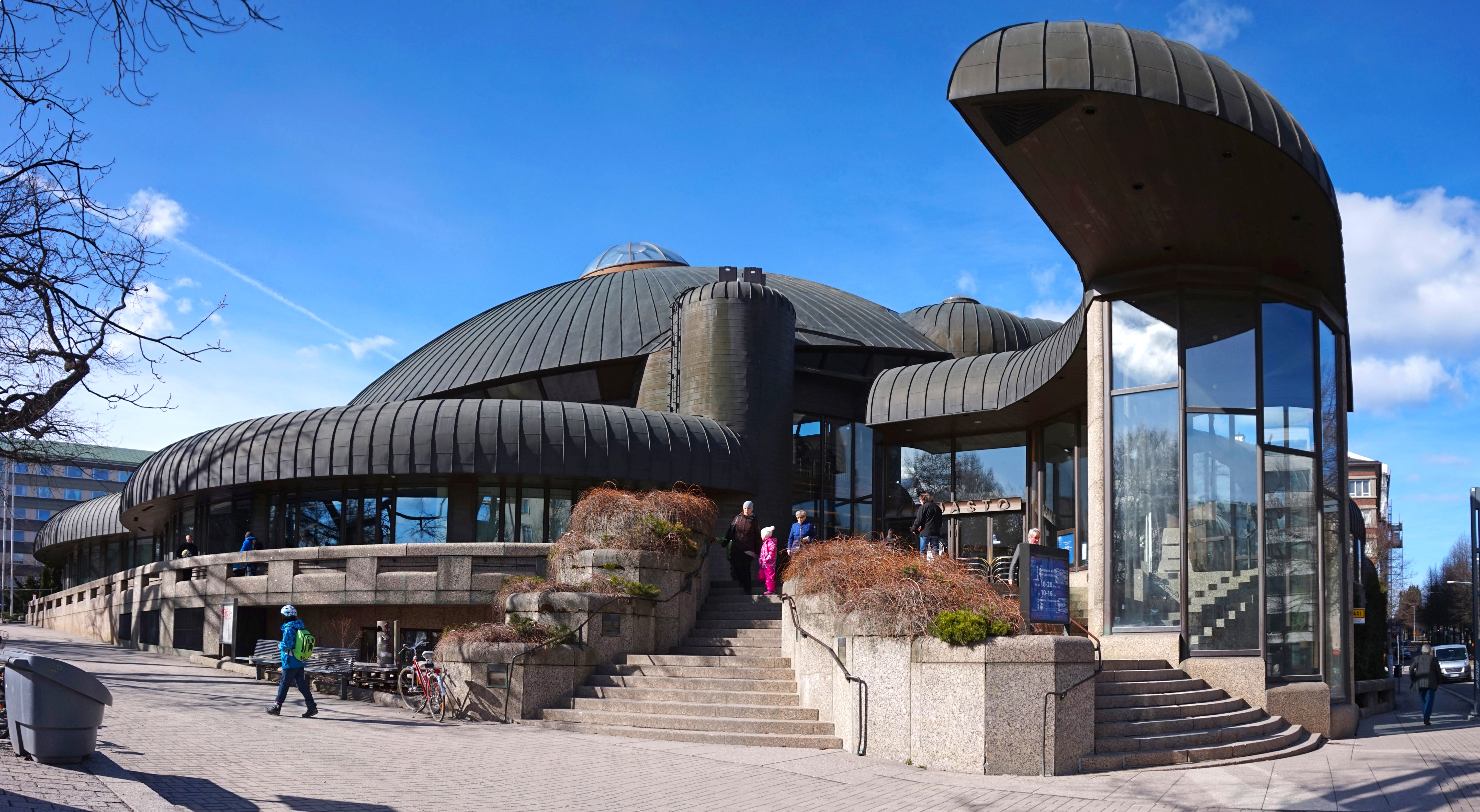
Міська бібліотека Метсо (Metso)

- Кафедральний собор за проєктом архітектора Ларса Сонка, збудований у 1907 році.
- Православна церква св. Олександра Невського і св. Миколи.
- Сучасний бетонний храм в стилі модернізму в районі Калева, зведений за проєктом архітекторів Райлі і Рейма Пієтіля в 1966 році.
- Головна муніципальна бібліотека міста Метсо (фін. Metso, досл. «глухар»), збудована архітекторами Райлі та Рейма Пієтіля. Свою назву будівля дістала через конфігурацію, що обрисами нагадує глухаря.
- В Тампере понад десяток музейних експозицій різного спрямування (в тому числі і Леніна, шпигунства, промислових будівель, Мумі-тролів тощо).
- Люмос — найпівнічніший готичний фестиваль, що проводиться щоліта.
- Парк розваг Сяркянніємі[fi].

## Уродженці
- Каарло Аарні (1888—1954) — фінський актор і режисер.
- Юссі Галла-аго (* 1971) — фінський вчений-філолог, політик, депутат Європарламенту.
- Арі Хєлм (* 1962) — фінський футболіст, що грав на позиції нападника. По завершенні ігрової кар'єри — тренер.

## Міста-побратими
З 1961 року столиця України місто Київ є містом-побратимом Тампере. 1961 року у Києві була названа вулиця на честь Тампере, а також діяв свого часу кінотеатр «Тампере».
Міста-побратими Тампере:
- Австрія: Лінц
- Данія: Оденсе
- Естонія: Тарту
- Ісландія: Коупавогюр
- Канада: Саскатун
- Литва: Каунас
- Німеччина: Хемніц, Ессен
- Норвегія: Тронгейм
- Польща: Лодзь
- Росія: Санкт-Петербург, Нижній Новгород
- Румунія: Брашов
- США: Сірак'юс
- Угорщина: Мішкольц
- Україна: Київ
- Чехія: Оломоуц
- Швеція: Норчепінг